# Lakrdija
Lakrdija (turski:. lakirdi = riječ, govor) je izraz kojim se označavaju različite vrste komedije nižeg reda. Ima brojne dodirne točke s farsom i označavaju je grube šale, opsceni motivi i tipski likovi koji na groteskni način prikazuju neki prizor iz svakodnevnog života. 
Ove grube pučke šale, koje su prvobitno uvijek improvizacije, često su kasnije prelazile u književnost, što je neretko dovodilo i do ublažavanja sirove komike. U starogrčkoj i rimskoj književnosti lakrdiji bi pripadali, na prijmer, razne faličke pesme, flijaci, mim, megarska farsa, atelanska igra i sl.